# Busch-Eiche
Die Busch-Eiche (Quercus ilicifolia) ist ein kleiner Baum oder Strauch aus der Gattung der Eichen in der Familie der Buchenartigen. Das Verbreitungsgebiet liegt im Nord- und Südosten der USA und in Kanada.

## Beschreibung
Die Busch-Eiche ist ein 3 bis 7 Meter hoher, sparriger Baum oder Strauch mit runder Krone. Die gräuliche Borke ist dünn und zerbricht im Alter in kleine Felder, die innere Rinde ist rosafarben. Junge Triebe sind dicht hellgrau behaart, verkahlen später und werden dunkelbraun. 
Die kurz gestielten Laubblätter sind 5 bis 12 Zentimeter lang und 3 bis 9 Zentimeter breit, verkehrt-eiförmig bis elliptisch, stumpf mit aufgesetzter Spitze und spitzer bis stumpfer Basis. Die gelappte bis geteilte Spreite hat auf beiden Seiten drei bis sieben flache, dreieckige Lappen mit kurzen Grannen. Es werden zwei bis drei auf beiden Blattseiten hervorstehende Nervenpaare gebildet. Die Blattoberseite ist glänzend dunkelgrün, die Unterseite dicht weißgrau filzig behaart. Der Stiel ist 0,6 bis 1,5 Zentimeter lang. Die Blätter färben sich im Herbst gelb bis rotbraun. 
Die Früchte sind etwa 1 Zentimeter lang, kugelig-eiförmig, kurz gestielt und zur Hälfte von einem schalenförmigen Fruchtbecher umgeben. Die Früchte reifen im zweiten Jahr. 
Die Chromosomenzahl beträgt 2 n = 24.

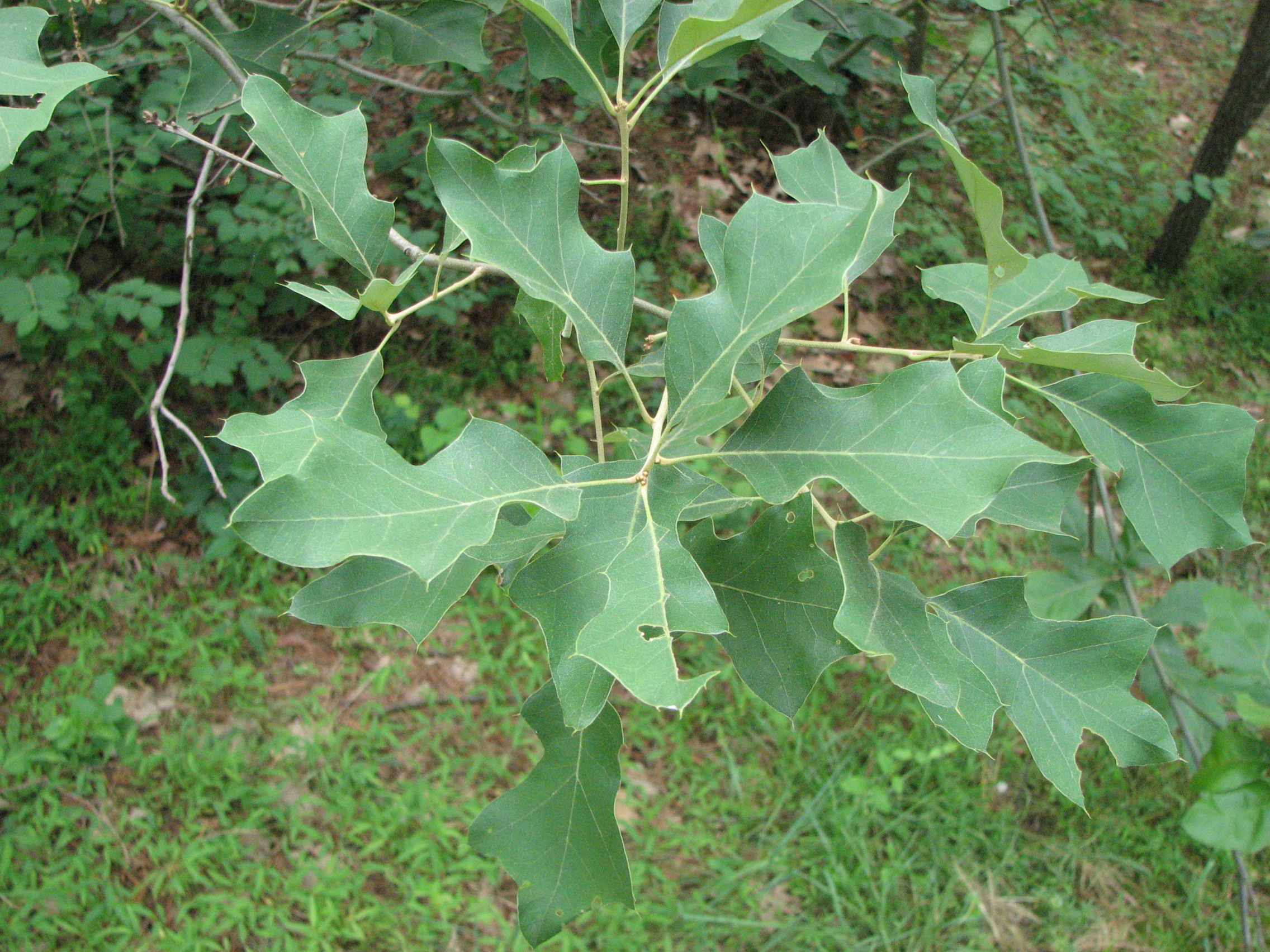
Blätter

## Verbreitung und Ökologie
Das Verbreitungsgebiet liegt in Ontario in Kanada und im Nordosten und Südosten der USA. Sie wächst in 0 bis 1500 Metern Höhe in artenarmen Wäldern auf mäßig trockenen bis frischen, sauren bis neutralen, sandigen Böden an sonnigen Standorten. Die Art ist wärmeliebend und meist frosthart.

## Systematik und Forschungsgeschichte
Die Busch-Eiche (Quercus ilicifolia) ist eine Art aus der Gattung der Eichen (Quercus) in der Familie der Buchengewächse (Fagaceae). Die Erstbeschreibung erfolgte 1787 durch Friedrich von Wangenheim in Beytrag zur teutschen holzgerechten Forstwissenschaft, die Anpflanzung Nordamericanischer Holzarten, mit Anwendung auf teutsche Forste, betreffend.
Die Art bildet mit Quercus coccinea, Quercus falcata, Quercus imbricaria, Quercus marilandica, Quercus phellos, Quercus rubra und Quercus velutina Hybride.

## Verwendung
Die Art wird sehr selten wegen ihrer Herbstfärbung als Ziergehölz genutzt. Die Irokesen schrieben ihr heilende Wirkung bei gynäkologischen Problemen zu.